# Інститут Санденса

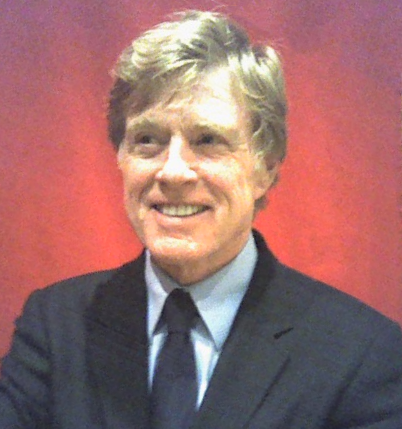
Роберт Редфорд, засновник Інституту Санденс

Інститут Санденс (англ. Sundance Institute) — некомерційна організація, заснована 1981 року актором і режисером Робертом Редфордом, яка займається відкриттям, розвитком і підтримкою незалежних художників кіно і театру зі всього світу, а також представляє їхні нові роботи громадськості.
Інститут має офіси в Парк-Сіті, Лос-Анджелесі та Нью-Йорку, а також надає творчу та фінансову підтримку новачкам і тим, хто прагне стати режисерами, продюсерами, композиторами кіно, сценаристами, драматургами й художниками театру через мережу лабораторій і стипендіальних програм.
Програми Інституту Санденс включають Кінофестиваль «Санденс» — провідну платформу незалежного кіно.